# Indigofera karnatakana
Indigofera karnatakana là một loài thực vật có hoa trong họ Đậu. Loài này được Sanjappa miêu tả khoa học đầu tiên.